# Quentin Crisp
Quentin Crisp (nascido Denis Charles Pratt; Sutton, 25 de dezembro de 1908 – Chorlton-cum-Hardy, 21 de novembro de 1999) foi um escritor e contador de histórias inglês.
Com um passado convencional suburbano, Crisp cresceu com tendências efeminadas do qual ele se gabava andando pelas ruas com maquiagem, unhas pintadas e trabalhando como prostituto. Passou trinta anos como modelo profissional para aulas e colégios de arte. As entrevistas que deu sobre a sua vida pouco vulgar, atraiu um aumento da curiosidade do público e cedo procurou as suas visões altamente individuais no comportamento social e o cultivo do estilo. O seu espetáculo de apenas um homem, foi um sucesso que durou bastante tempo em Inglaterra e América e também apareceu em filmes e na TV. Crisp desafiou a rotina criticando a libertação gay e Diana, princesa de Gales.

## Biografia

### Juventude
Quentin Crisp nasceu em Sutton, Surrey, a quarta criança do solicitador Spencer Charles Pratt (1871 - 1931) e da antiga governanta Frances Marion Pratt (nascida Phillips; 1873 - 1960); ele mudou o seu nome para Quentin Crisp nos seus 20 anos depois de deixar a sua casa e cultivar a sua aparência feminina para um padrão que chocava os londrinos contemporâneos e provocava ataques homofóbicos.
Por sua conta, Crisp tinha um comportamento efeminado desde muito cedo e viu-se como objecto de gozo na Kingswood House School [2][2][2]em Epsom, na qual ganhou uma bolsa de estudo para a Denstone College, Uttoxeter, em 1922. Depois de deixar a escola em 1926, Crisp estudou jornalismo no King's College London mas não acabou o curso em 1928, indo ter aulas de arte na Regent Street Polytechnic.
Por volta desta altura, Crisp começou a visitar cafés no Soho - o seu favorito era o The Black Cat em Old Compton Street - conhecendo outros jovens homossexuais e prostitutos, e experimentando maquilhagem e roupa de mulher. Durante 6 meses trabalhou como prostituto, procurando por amor, disse em 1999 numa entrevista, mas encontrando apenas degradação.
Crisp deixou a sua casa para se mudar para o centro de Londres no fim de 1930 e, após residir numa sucessão de apartamentos encontrou um quarto em Denbigh Street onde ele "conviveu com as personagens mais brilhantes e mais duras de Londres". A sua aparência exuberante - usava maquilhagem brilhante, cabelo comprido vermelho, pintava as suas unhas e usava sandálias para mostrar as suas unhas dos pés pintadas - trouxeram admiração e curiosidade de alguns locais, mas geralmente atraía hostilidade e violência de estranhos que passavam por ele na rua.

### Anos de adulto
Crisp tentou juntar-se ao exército inglês no pico da Segunda Guerra Mundial mas foi rejeitado e dispensado pelos médicos com a indicação que "sofre de perversão sexual". Permaneceu em Londres durante o Blitz de 1941, abastecendo-se de produtos cosméticos, comprando 5 libras de henna e passear entre o black-out, apanhando militares G.I., cuja simpatia e mentes abertas inspiraram o seu amor pelas coisas americanas.
Em 1940, mudou-se para um quarto que ocupou durante 40 anos, o primeiro andar de uma apartamento no número 129 da Beaufort Street. Aí ele ficou até emigrar para os Estados Unidos em 1981. Nos anos que decorreram, nunca tentou fazer qualquer trabalho doméstico dizendo, algo de famoso que ficou em sua memória: "Após os primeiros 4 anos a sujidade não fica pior".
Deixou o seu trabalho como engenheiro investigador em 1942, para se tornar um modelo em aulas em Londres, e nas cidades envolventes, e continuou a posar para artistas durante os próximos 30 anos. "Era como ser um funcionário público", explicou na sua autobiografia, "excepto que estava nu". Pamela Green, que acabou por ser uma famosa modelo nos anos 50 e 60, lembra-se dele na Saint Martin's School of Art, como "muito magro e com uma pele tão branca que quase tinha um tom esverdiado".
Crisp publicou 3 pequenos livros pela altura em que escreveu The Naked Civil Servant encorajado por Donald Carroll. Crisp queria chamar-lhe I Reign in Hell referenciando-se a Paradise Lost ("Melhor reinar no Inferno, do que servir no Paraíso"). Carroll insistiu em The Naked Civil Servant, uma insistência que mais tarde deu-lhe pausa quando ofereceu o manuscripto a Tom Maschler da Jonathan Cape no mesmo dia que Desmond Morris entregou The Naked Ape. O livro foi publicado em 1968 com boas críticas, no geral. Consequentemente, Crisp teve uma aproximação de Denis Mitchell para ser sujeito de um pequeno filme onde se esperava que falasse da sua vida, dar voz às suas opiniões e sentar-se no seu apartamento arranjando as unhas. A emissão trouxe atenção suficiente a Crisp e ao seu livro, começando a falar-se na possibilidade de uma série dramática de televisão, baseada nas memórias.

### Fama
Em 1975, a versão de televisão de The Naked Civil Servant foi emitido na Inglaterra e na televisão americana e fez, tanto do actor John Hurt como o próprio Crisp, estrelas. Este sucesso lançou Crisp numa nova direcção: teatro e professor. Dirigiu um programa de uma pessoa e começou a fazer uma viagem pelo país com ele. A primeira metade do programa era um monólogo principalmente baseado nas suas memórias, a segunda metade era uma sessão de perguntas e respostas com Crisp escolhendo perguntas escritas da audiência aleatoriamente e respondendo-lhes de uma forma divertida.
Quando a sua autobiografia foi reeditada em 1975 depois do sucesso da versão televisiva de The Naked Civil Servant, Gay News comentou que o livro deveria ter sido publicado depois da morte (Crisp comentou que esta era a forma educada de dizerem que ele devia morrer). O batalhador de direitos gay Peter Tatchell diz ter conhecido Crisp em 1974 e que ele não simpatizava com o movimento de Libertação Gay, na altura.Tatchell disse que Crisp lhe perguntou: "Para que queres a libertação? Do que é que te orgulhas? Eu não acredito nos direitos dos homossexuais".
Por esta altura, Crisp era um contador de histórias no teatro. O seu programa de um homem esgotou no Duke of York's Theatre em Londres, em 1978. Crisp levou, depois, o espectáculo para Nova Iorque. A sua primeira estadia no Hotel Chelsea coincidiu com um incêndio, um roubo e a morte de Nancy Spungen. Crisp decidiu mudar-se para Nova Iorque permanentemente e começou a fazer planos. Em 1981, chegou com poucas posses e encontrou um pequeno apartamento na East 3rd Street em Manhattan's East Village.
Como fez em Londres, Crisp permitiu que o seu número de telefone estivesse na lista telefónica e viu isto como uma desculpa para conversar com quem quer que lhe ligasse. Durante os primeiros 20 anos e mais de ter o seu próprio telefone, ele habitualmente atendia as chamadas com: "Oh sim?" com um tom de voz rabugento. A sua abertura a estranhos estendeu-se a aceitar convites para jantar de praticamente toda a gente. Enquanto que esperava que o anfitrião pagasse o jantar, Crisp dava o seu melhor em cantorias regalando o organizador com maravilhosas histórias e actuações teatrais. Foi dito que o jantar com ele era um dos maiores espectáculos de Nova Iorque.
Continuou a actuar no seu espectáculo, publicando vários livros sobre a importância dos comportamentos contemporâneos como meio para a integração social, como oposição à etiqueta, que dizia ser exclusivo da sociedade, e suportava-se a si mesmo aceitando convites sociais e escrevendo revisões de filmes e colunas para revistas inglesas e americanas e jornais. Ele dizia que se havia quem vivesse de amendoins e champanhe, então ele também poderia viver indo a todas as festas com cocktails, estreias e primeira noite para o qual todos são convidados.
Crisp também actuou na televisão e em filmes. Fez a sua estreia como actor no filme Hamlet, uma produção de baixo orçamento na Royal College of Art, em 1976. Crisp fez o papel de Polonius na adaptação de 65 minutos, de Shakespeare, dirigido por Helen Mirren, que fez de Ophelia e Gertrude. Apareceu no filme The Bride, de 1985, que o levou a contacto com Sting, que fez o papel principal de Baron Frankenstein. Apareceu no programa televisivo The Equalizer no episódio de 1987, First Light, e foi narrador da curta metragem Ballad of Reading Gaol (1988), do director Richard Kwietniowski, baseado num poema de Oscar Wilde. Quatro anos mais tarde foi escolhido para um papel principal, e ganhou mais dinheiro, no filme independente de baixo orçamento Topsy and Bunker: The Cat Killers, fazendo de porteiro de um motel de beira de estrada numa vizinhança parecida com onde residiu. Segundo o director Thomas Massengale, Crisp era adorável para trabalhar.
Os anos 90 provou ser a década mais fértil como actor enquanto mais e mais directores lhe ofereciam papéis. Em 1992 foi persuadido por Sally Potter para fazer de Elizabeth I no filme Orlando. Apesar de achar o papel muito exigente acabou por achá-lo muito digno e emocionante. Crisp teve depois outro papel não creditado no drama de AIDS de 1993, Philadelphia. Aceitou ainda outros pequenos papéis como juiz de um concurso de beleza em 1995, To Wong Foo Thanks for Everything, Julie Newmar. O último papel de Crisp foi um filme independente chamado American Mod (1999) e o seu último filme foi HomoHeights (também lançado como Happy Heights, 1996). Foi escolhido pelo Channel 4 para dar o primeiro "Discurso de Natal alternativo", um oposto ao "Discurso de Natal da Rainha", em 1993.

### Últimos anos
Crisp permaneceu fortemente independente e imprevisível na idade mais velha. Causou controvérsia e confusão na comunidade gay gozando e chamando AIDS como "moda", e a homossexualidade como uma "terrível doença". Continuou atrás dos jornalistas pedindo para fazer discursos e durante os anos 90 o seu comentário foi perseguido em vários tópicos.
Crisp era um severo crítico de Diana, princesa de Gales e das suas tentativas de ganhar a simpatia do público seguindo pelo seu divórcio do Príncipe Charles. Ele disse: "Eu sempre pensei que Diana era um lixo e teve o que mereceu. Ela era Lady Diana antes de ser Princesa Diana portanto sabia onde se ia meter. Ela sabia que casamentos reais não tinham nada a ver com amor. Tu casas com um homem e ficas ao lado dele em ocasiões públicas e acenas e por isso não vais ter problemas financeiros para o resto da tua vida". Depois da sua morte em 1997, comentou que, possivelmente, o seu "rápido e fútil" estilo de vida foi o que a matou: "Ela poderia ter sido Rainha de Inglaterra - e ela estava a dar lições sobre Paris a Árabes. Que comportamento pouco gracioso! Dizendo que queria ser rainha de corações. A vulgaridade disso é tão poderosa".
Em 1995 estava entre as várias pessoas que foram entrevistadas para a The Celluloid Closet, um documentário histórico que fala sobre a forma como os filmes de Hollywood descrevem a homossexualidade. No seu terceiro volume de memórias Resident Alien publicado no mesmo ano, Crisp disse que tinha fechado para o resto da sua vida, apesar de continuar a fazer aparições públicas e em Junho desse ano ter sido um dos apresentadores convidados do segundo festival da Pride Scotland em Glasgow.
Em 1997, Quentin Crisp foi coroado rei do baile de Belas Artes na Beaux Arts Society. Presidiu ao lado da Rainha Audrey Kargere, Príncipe George Bettinger e Princesa Annette Hunt.
Em Dezembro de 1998 celebra o seu nonagésimo aniversário apresentando a estreia do seu espectáculo, An evening with Quentin Crisp, no Intar Theatre na Forty-Second Street em Nova Iorque (produzido por John Glines da organização The Glines).Um pacto humorístico que tinha feito com Penny Arcade para viver 100 anos, com uma década fora por bom comportamento, provou-se profética. Crisp morreu em Novembro de 1999 quase a um mês de completar 91 anos em Chorlton-cum-Hardy, Manchester, na véspera do renascimento nacional do programa. Foi cremado com uma cerimónia pequena conforme pediu e as suas cinzas foram enviadas a Phillip Ward em Nova Iorque. Deixou em herança todos os lucros ainda por vir (mas não os direitos que pertencem a Stedman Mays, Mary Tahan e Phillips Ward e não geridos por Ward) de toda sua literatura aos dois homens que considerou terem sido a maior influência na sua carreira: Richard Gollner, o seu agente de longa data, e Donald Carroll. O seu património na altura da sua morte estava avaliado em US$ 600 000.

## Influência e legado
Sting dedicou-lhe uma canção, Englishman in New York (1987). Crisp disse na brincadeira que "mal podia esperar para receber os seus papéis de nacionalização para que pudesse cometer um crime e não ser deportado". No fim de 1986, Sting visitou Crisp no seu apartamento e foi-lhe dito durante o jantar - e nos três dias seguintes - que vida tinha tido enquanto um homem homossexual numa Grã Bretanha extremamente homofóbica, nos anos 20 a 60. Sting ficou chocado mas fascinado e decidiu escrever uma canção. Inclui as linhas:
É preciso ser homem para aguentar ignorância e sorrir,
Sê tu próprio não ligando ao que os outros dizem.
Sting disse, "Bem, é parte sobre mim e parte sobre Quentin. Novamente, estava em busca de uma metáfora. Quentin é um herói para mim, alguém que conheço muito bem. Ele é gay e foi gay numa altura da história em que era perigoso sê-lo. Ele teve pessoa a baterem-lhe diariamente, muitas vezes com a aceitação pública".
Crisp foi o sujeito de um retrato fotográfico de Herb Ritts e foi também descrito nos diários de  Andy Warhol.
Na sua autobiografia de 1995, Take It Like a Man, Boy George discute como sentiu afinidade por Crisp durante a sua infância, uma vez que enfrentavam problemas semelhantes enquanto jovens homossexuais residentes numa zona homofóbica.
Crisp foi ainda sujeito numa peça chamada Resident Alien por Tim Fountain e protagonizado pelo seu amigo Bette Bourne em 1999. A peça começou no Bush Theatre em Londres e foi transferida para o New York Theatre Workshop em 2001, onde ganhou dois Obies (por actuação e design). Ganhou ainda um Herald Angel (de melhor actor) no Festival de Edimburgo em 2002. Produções seguintes foram vistas ao longo dos Estados Unidos e Austrália. Um filme com o mesmo nome foi lançado por Greycat Fim
A canção The Ballad of Jack Williams (e outros três compositores) do ciclo de canções de William Finn, Elegies, refere-se a ele.
Foi para o ar uma sequela, em 2009, do The Naked Civil Servant. Uma produção chamada An Englishman in New York documentava os anos mais tardios de Crisp em Manhattan. Trinta e três anos depois do seu primeiro prémio por interpretar Crisp, John Hurt voltou a fazer dele. Outras estrelas incluindo Denis O'Hare como Phillip Steele (uma personagem combinada e baseada nos amigos de Crisp, Phillip Ward e Tom Steele), Jonathan Tucker como o artista Patrick Angus, Cynthia Nixon como Penny Arcade, e Swoosie Kurtz como Connie Clausen. A produção foi filmada em Nova Iorque em Agosto de 2008 e completada em Londres em Outubro de 2008. O filme foi realizado pelo director britânico Richard Laxton, escrito por Brian Fillis, produzido por Amanda Jenks e fez a sua estreia em Berlinale (o Festival Internacional de Filme em Berlim), no início de Fevereiro de 2009 antes de passar na televisão mais tarde nesse ano.
Ainda em 2009, o sobrinho de Crisp, académico e realizador de cinema Adrian Goycoolea, estreou um pequeno documentário, Uncle Denis?, no vigésimo terceiro Festival Londrino de Filmes Lésbicos & Gays. O filme usou entrevistas da família e um nunca visto filme caseiro. Goycoolea também criou uma instalação chamada Personal Effects, juntamente com Crisperanto curador de Philip Ward no MIX NYC de 2010, que recriou o apartamento de Crisp em Nova Iorque usando efeitos pessoais e incluindo montagens de vídeos.
Em 2013, o Museu de Artes e Design teve um espectáculo durante 3 meses, sobre uma retrospectiva a Quentin Crisp chamada Ladies and Gentleman, Mr, Quentin Crisp. A retrospectiva consistia num ecrã que passava entrevistas, os espectáculos de Crisp, documentários e outros filmes gravados.

## Trabalhos
- Lettering for Brush and Pen, (1936), Quentin Crisp e A.F. Stuart, Frederick Warne Ltd. Manual sobre tipos de publicidade.
- Colour In Display, (1938) Quentin Crisp, 131 páginas, The Blandford Press. Manual sobre o uso de cores em montras.
- All This And Bevin Too (1943) Quentin Crisp, ilustrado por Mervyn Peake, Mervyn Peake Society ISBN 0-9506125-0-2. Parábola, em verso, sobre um canguru desempregado.
- The Naked Civil Servant, (1968) Quentin Crisp, 222 páginas, HarperCollins, ISBN 0-00-654044-9. Opinião sábia de Quentin Crisp sobre a primeira metade da sua vida.
- Love Made Easy, (1977) Quentin Crisp, 154 páginas, Duckworth, ISBN 0-7156-1188-7. Fantástica, novela semi-autobiográfica.
- How to Have a Life Style, (1975), Quentin Crisp, 159 páginas, Cecil Woolf Publishing, ISBN 0-900821-83-3. Ensaios elegantes sobre carisma e personalidade.
- Chog: A Gothic Fable, (1979), Quentin Crisp, Methuen, London. Ilustrado por Jo Lynch, Magnum (1981).
- How to Become a Virgin, (1981) Quentin Crisp, 192 páginas, HarperCollins, ISBN 0-00-638798-5. Segunda parte da autobiografia, descrevendo a fama que o primeiro livro e dramatização trouxeram.
- Doing It With Style, (1981) Quentin Crisp, com Donald Carroll, ilustrado por Jonathan Hills, 157 páginas, Methuen, ISBN 0-413-47490-9. Um guia para uma vida pensada e com estilo.
- The Wit and Wisdom of Quentin Crisp, (1984) Quentin Crisp, editado por Guy Kettelhack, Harper & Row, 140 páginas, ISBN 0-06-091178-6. Compilação dos textos e citações de Crisp.
- Manners from Heaven: a divine guide to good behaviour, (1984) Quentin Crisp, com John Hofsess, Hutchinson, ISBN 0-09-155810-7. Instruções pensadas para uma vida compassionada.
- How to Go to the Movies (1988) Quentin Crisp, 224 páginas, St. Martin's Press, ISBN 0-312-05444-0. Críticas e ensaios do filme.
- Quentin Crisp's Book of Quotations, também publicado como The Gay and Lesbian Quotation Book: a literary companion, (1989) editado por Quentin Crisp, Hale, 185 páginas ISBN 0-7090-5605-2. Antologia de citações relacionadas com gays.
- Resident Alien: The New York Diaries (1996) Quentin Crisp, 225 páginas, HarperCollins, ISBN 0-00-638717-9. Diários e apanhados de 1990-94.
- Dusty Answers, (não publicado) editado por Phillip Ward. Reunião final de Quentin Crisp de escritas, que incluem a sua poesia e argumento do seu espectáculo.

## Filmografia
- World in Action (documentário) (Broadcast 1971, filmed in 1968) ...ele próprio. Realizado por Denis Mitchell.
- The Naked Civil Servant (1975) (introdução)... ele próprio
- Hamlet (1976) .... Polonius
- The Bride.... Dr. Zalhus
- The Equalizer .... Ernie Frick (episódio, First Light (1987)
- Ballad of Reading Gaol (curta) (1988) .... Narrador
- Resident Alien (1990) (autobiografia) .... Ele próprio
- Topsy and Bunker: The Cat Killers (1992) .... Pat o porteiro
- Orlando (1992) .... Rainha Elizabeth I
- Philadelphia (1993) (não creditado) .... Convidado na festa
- Red Ribbons (1994) (Video) .... Horace Nightingale III
- Aunt Fannie (1994) (Video) .... Tia Fannie
- Natural Born Crazies (1994) .... Narrador
- To Wong Foo, Thanks for Everything! Julie Newmar (1995) .... Júri do concurso de beleza em Nova Iorque
- Taylor Mead Unleashed, (documentário-1996) Ele próprio. Sebastian Piras director
- Little Red Riding Hood (1997) (voz) .... Narrador
- Famous Again (1998)
- Men Under Water (1998) .... Joseph
- Barriers (1998) .... Nathan
- Homo Heights (1998) .... Malcolm
- American Mod (2002) .... Avó
- Domestic Strangers (2005) .... Mr. Davis

## Discografia
- "An Evening with Quentin Crisp" (2008) .... Cherry Red Records (U.K.) .... Duplo C.D. com gravações ao vivo feitas na Columbia Recording Studios, Nova Iorque, 22 de Fevereiro de 1979. Também inclui uma entrevista de 35 minutos com Morgan Fisher, gravada no apartamento de Quentin em Chelsea, em Junho de 1980.
- "Miniatures 1 & 2" (2008) .... Cherry Red Records (U.K.) .... Duplo C.D. com músicas de um minuto de várias musas, poetas, etc, produzido por Morgan Fisher em 1980 (Pt.1) e 2000 (Pt. 2). A música de Quentin é chamada "Stop the Music for a Minute."  Ver www.cherryred.co.uk

### Biografias
- The Stately Homo: a celebration of the life of Quentin Crisp, (2000) editado por Paul Bailey, Bantam, 251 páginas, ISBN 0-593-04677-3. Reunião de entrevistas e tributos dos que conheceram Crisp.
- Quentin Crisp, (2002), Tim Fountain, Absolute Press, 192 páginas, ISBN 1-899791-48-5. Biografia por dramatistas que conheceram Crisp nos últimos anos da sua vida.
- Quentin & Philip, (2002), Andrew Barrow, Macmillan, 559 páginas, ISBN 0-333-78051-5. Biografia dupla de Crisp e do seu amigo Philip O'Connor.
- Quentin Crisp: The Profession of Being, (2011), Nigel Kelly, McFarland, ISBN 978-0-7864-6475-3. Biografia de Mr. Crisp por Nigel Kelly que está no website  www.quentincrisp.info.

## Leitura
Fontes de arquivo
- Robert Patrick. Cartas de Quentin Crisp, 1991-1999 (.21 linear feet) está na New York Public Library.
- Cartas de Donald Carroll recebidas de poetas 1959-1969 (.45 cubic feet) estão na Pennsylvania State University Libraries.